# Jezioro Dobrskie
Jezioro Dobrskie – jezioro rynnowe położone w gminie Dębnica Kaszubska, w powiecie słupskim, w województwie pomorskim, leżące na terenie Wysoczyzny Damnickiej.

## Położenie
Jezioro Dobrskie według regionalizacji fizycznogeograficznej Jerzego Kondrackiego, zweryfikowanej przez Jerzego Solona i innych w 2018, leży na obszarze megaregionu Pozaalpejska Europa Środkowa, prowincji Nizina Środkowoeuropejska, podprowincji Pojezierza Południowobałtyckie, makroregionu Pojezierze Zachodniopomorskie (314.4), mezoregionu Wysoczyzna Damnicka (314.46). Mezoregion ten zaliczany jest do typu wysoczyzn młodoglacjalnych przeważnie z jeziorami, w większości o charakterze gliniastym, falistym lub płaskim.
Administracyjnie jezioro położone jest w północno-wschodniej części gminy Dębnica Kaszubska. Jest to obszar przeważnie równinny, z wyjątkiem m.in. właśnie okolic wsi Dobra i Jeziora Dobrskiego, gdzie występuje ciąg wzgórz moren czołowych o wahaniach wysokości bezwzględnej od 75 do 100 m n.p.m. W tym fragmencie gminy jest to jedyne większe jezioro.
Nad jeziorem położona jest wieś Dobra.

## Hydrologia

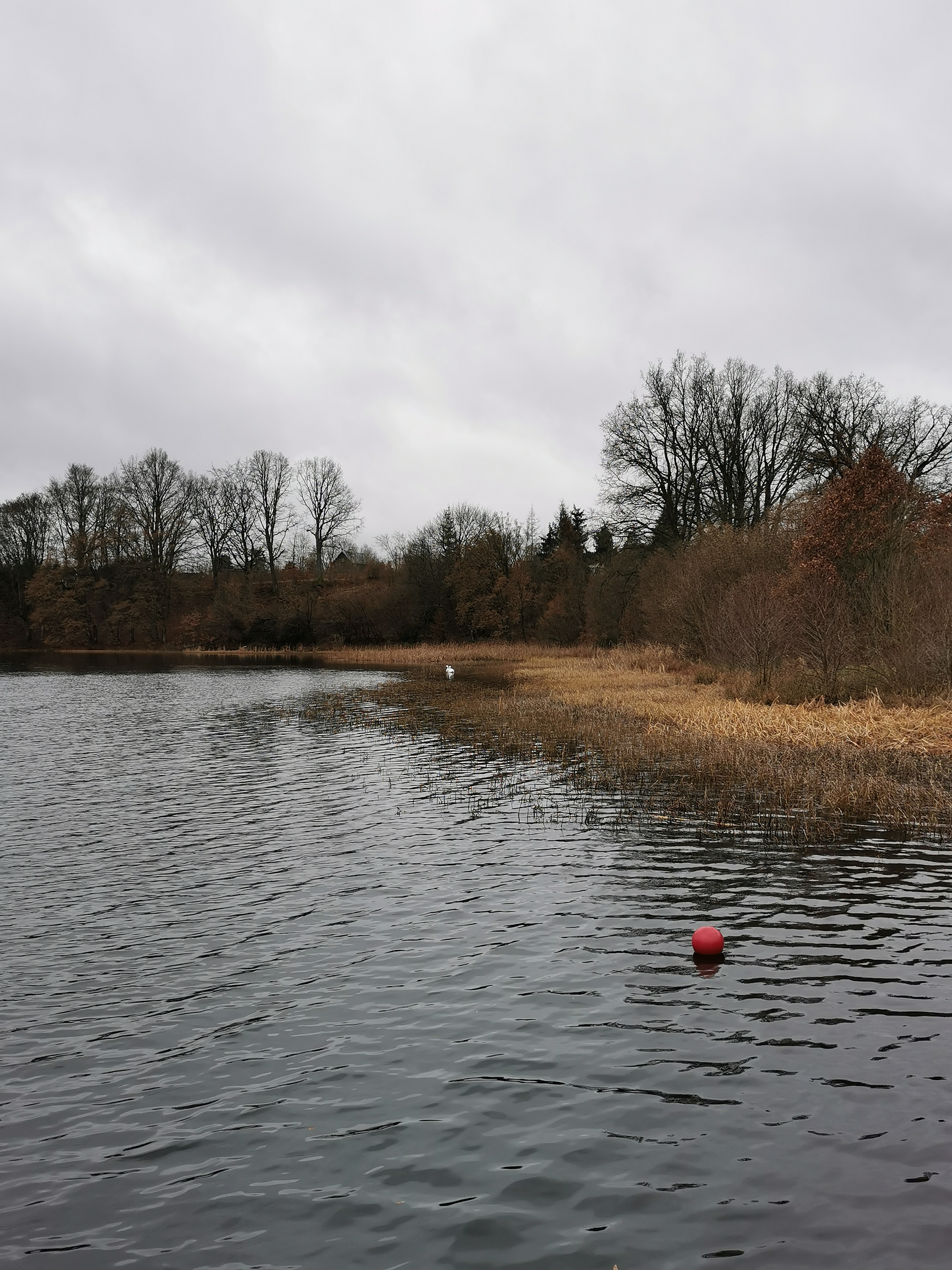
Południowo-zachodnia część Jeziora Dobrskiego

Jest to jezioro rynnowe. Powierzchnia zwierciadła wody według różnych źródeł wynosi od 28,5 ha do 32,5 ha.
Zwierciadło wody położone jest na wysokości 91,3 m n.p.m. Głębokość maksymalna jeziora wynosi 12 m, średnia 4,8 m. Objętość szacowana jest na 1368,0 tys. m³.
Jezioro położone jest w zlewni Łupawy. Wypływa z niego uchodzący później lewobrzeżnie do Łupawy strumień Rębowa o długości 12,5 km lub 13,59 km. Zlewnia Rębowej ma charakter rolniczo-leśny.
Jest to jezioro lobeliowe.

## Klimat
Klimat obszaru, na którym położone jest jezioro, zdeterminowany jest przez masy powietrza polarnomorskiego i kontynentalnego, w rezultacie czego zachodzi duża zmienność pogodowa.
W podziale Polski na regiony klimatyczne według Alojzego Wosia jezioro znajduje się w granicach Regionu Środkowopomorskiego. Na jego obszarze obserwuje się częstsze niż w wielu innych regionach Polski występowanie dni z pogodą umiarkowanie ciepłą (średnia temperatura dobowa w zakresie od 5,1 °C do 15,0 °C; maksymalna i minimalna dobowa powyżej 0 °C) z dużym zachmurzeniem – średnio 50 dni w roku, oraz pogodą chłodną (średnia temperatura dobowa w zakresie od 0,1 °C do 5,0 °C; maksymalna i minimalna dobowa powyżej 0 °C) i deszczową – średnio 26 dni w roku. Mniej licznie niż w innych regionach Polski, bo średnio tylko 11 razy w roku, notuje się dni z pogodą bardzo ciepłą (średnia temperatura dobowa w zakresie od 15,1 °C do 25,0 °C; maksymalna i minimalna dobowa powyżej 0 °C), słoneczną (zachmurzenie średnie dobowe mniejsze bądź równe 20%), bez opadu (dobowa suma opadu poniżej 0,1 mm).
W obszarze Jeziora Dobrskiego przeważają wiatry południowe, zachodnie i południowo-zachodnie o średniej prędkości 3 m/s.

## Nazewnictwo
Istnieje również wariant nazewniczy Jezioro Dobre.